# Nozomi Ōhashi
Nozomi Ōhashi (Giappone, 9 maggio 1999) è un'attrice e cantante giapponese.

## Biografia
Ōhashi debutta in teatro come attrice nel 2002, all'età di soli tre anni, e il 7 dicembre 2007 debutta come cantante con la colonna sonora del film anime Ponyo sulla scogliera.

## Discografia

### Singoli
- Ponyo sulla scogliera (5 dicembre 2007, Yamaha Music Communications) - insieme a Fujioka Fujimaki

### Album
- Ponyo sulla scogliera
- Non-chan Kumo ni Noru (24 dicembre 2008, Yamaha Music Communications)

## Filmografia

### Televisione
- Juui Dolittle (TBS, 2010)
- The Quiz Show 2 (NTV, 2009)
- Shiroi Haru (Fuji TV, 2009)
- Hontou ni Atta Kowai Hanashi Tsukareta Mori (Fuji TV, 2009)
- Juken Sentai Gekiranger (獣拳戦隊ゲキレンジャー) (TV Asahi, 2007, ep1)
- Tsubasa no oreta tenshitachi: Slot (Fuji TV, 2006)
- Kinyo Entertainment (金曜エンタテイメント) (Fuji TV, 2006)
- Yonimo Kimyona Monogatari Anata no Monogatari (Fuji TV, 2005)
- Ningen no Shomei (Fuji TV, 2004)

### Programmi sportivi
- Giants FanFest 2008 (6 dicembre 2008, Nippon Television)

### Spot
- Asahi Soft Drinks Mitsuya Cider (2008) - insieme a Fujioka Fujimaki
- Ponyo sulla scogliera (2008) - insieme a Fujioka Fujimaki
- Madagascar 2 (2009)

### Film
- Inu no Eiga (2005) (Mika giovane)
- Ponyo sulla scogliera (2008) (Karen (voce))